# Саммит НАТО в Мадриде (2022)
Саммит НАТО в Мадриде 2022 года или 36-й саммит НАТО приурочен к 40-летию вступления Испании в Североатлантический альянс 30 мая 1982 года. Проходил на территории 9-го и 10-го павильонов выставочного комплекса IFEMA. Встречи участников саммита также проходили на территории Королевского дворца, дворца Монклоа и Санта-Крус.  Для обеспечения безопасности была задействована авиабаза Торрехон. Впервые в саммите принимали участие страны Азиатско-Тихоокеанского региона (Австралия, Япония, Новая Зеландия и Республика Корея).

## Мероприятия
27 июня в преддверии саммита состоялась пресс-конференция генерального секретаря альянса в штаб-квартире организации в Брюсселе.
28 июня состоялся форум альянса, встреча королевы Летисии с участниками саммита и ужин в их честь с участием короля Филиппа VI. Также состоялся ряд двухсторонних встреч председателя правительства Испании с лидерами государств-участников альянса.
29 июня состоялось прибытие президентов и глав правительств стран-участниц альянса, приветственная церемония вместе с церемонией  фотографирования участников, заседание стран-участниц альянса на уровне президентов и глав правительств, заседание с участием стран Азиатско-Тихоокеанского региона, после чего состоялась пресс-конференция генерального секретаря НАТО. Также состоялся ряд неофициальных рабочих ужинов с участием министров обороны и иностранных дел, председателя правительства Испании — Педро Санчеса, и посещение участниками саммита культурных мест Мадрида (Королевский театр, музей Прадо, музей королевы Софии), Сан-Ильдефонсо, Сеговии.
30 июня состоялось закрытие саммита и итоговая пресс-конференция глав делегаций.

## Повестка
Одной из главных задач саммита являлось принятие новой стратегической концепции Североатлантического альянса, которая станет логическим продолжением предыдущей, принятой в 2010 году на саммите в Лиссабоне, и определяет цели альянса на следующее десятилетие.
Дополнительно на саммите были рассмотрены следующие вопросы и приняты решения по ним:
- сдерживание и оборона;
- выработка позиции по конфликту на Украине, меры по поддержке страны альянсом;
- изменение распределения вооружения внутри альянса;
- рассмотрение заявок Финляндии и Швеции на членство в альянсе➤.

## Участники
Участниками саммита стали делегации всех 30 стран-членов Североатлантического альянса, а также представители других приглашённых государств и организаций (в таблице выделены цветом).
| Страна             | Представитель        | Должность             |
| НАТО               | Йенс Столтенберг     | Генеральный секретарь |
| Австралия          | Энтони Албаниз       | Премьер-министр       |
| Австрия            | Карл Нехаммер        | Канцлер               |
| Албания            | Эди Рама             | Премьер-министр       |
| Бельгия            | Александр Де Кро     | Премьер-министр       |
| Болгария           | Румен Радев          | Президент             |
| Великобритания     | Борис Джонсон        | Премьер-министр       |
| Венгрия            | Виктор Орбан         | Премьер-министр       |
| Германия           | Олаф Шольц           | Канцлер               |
| Греция             | Кириакос Мицотакис   | Премьер-министр       |
| Грузия             | Ираклий Гарибашвили  | Премьер-министр       |
| Дания              | Метте Фредериксен    | Премьер-министр       |
| Европейский союз   | Шарль Мишель         | Председатель Совета   |
| Европейский союз   | Урсула фон дер Ляйен | Председатель Комиссии |
| Ирландия           | Михол Мартин         | Премьер-министр       |
| Исландия           | Катрин Якобсдоуттир  | Премьер-министр       |
| Испания            | Педро Санчес         | Премьер-министр       |
| Италия             | Марио Драги          | Премьер-министр       |
| Канада             | Джастин Трюдо        | Премьер-министр       |
| Кипр               | Никос Анастасиадис   | Президент             |
| Латвия             | Эгилс Левитс         | Президент             |
| Литва              | Гитанас Науседа      | Президент             |
| Люксембург         | Ксавье Беттель       | Премьер-министр       |
| Мальта             | Роберт Абела         | Премьер-министр       |
| Нидерланды         | Марк Рютте           | Премьер-министр       |
| Новая Зеландия     | Джасинда Ардерн      | Премьер-министр       |
| Норвегия           | Йонас Гар Стёре      | Премьер-министр       |
| Польша             | Анджей Дуда          | Президент             |
| Португалия         | Антониу Кошта        | Премьер-министр       |
| Республика Корея   | Юн Сок Ёль           | Президент             |
| Румыния            | Клаус Йоханнис       | Президент             |
| Северная Македония | Стево Пендаровский   | Президент             |
| Словакия           | Зузана Чапутова      | Президент             |
| Словения           | Роберт Голоб         | Премьер-министр       |
| США                | Джо Байден           | Президент             |
| Турция             | Реджеп Тайип Эрдоган | Президент             |
| Украина            | Владимир Зеленский   | Президент             |
| Финляндия          | Саули Ниинистё       | Президент             |
| Франция            | Эмманюэль Макрон     | Президент             |
| Хорватия           | Зоран Миланович      | Президент             |
| Черногория         | Мило Джуканович      | Президент             |
| Чехия              | Петр Фиала           | Премьер-министр       |
| Швеция             | Магдалена Андерссон  | Премьер-министр       |
| Эстония            | Кая Каллас           | Премьер-министр       |
| Япония             | Фумио Кисида         | Премьер-министр       |

## Новая стратегическая концепция
Главным итогом саммита стало принятие новой стратегической концепции, описывающей его цели и задачи альянса. Генеральный секретарь НАТО Йенс Столтенберг назвал ее «программой НАТО для будущего — более опасного и более конкурентного мира».
В новой стратегической концепции Россию назвали «самой значительной и прямой угрозой для безопасности союзников, а также для мира и стабильности в евроатлантическом регионе». В концепции говорится:
НАТО не стремится к конфронтации и не представляет угрозы для Российской Федерации. Мы продолжим сплоченно и ответственно реагировать на российские угрозы и враждебные действия… Тем не менее, мы по-прежнему готовы поддерживать открытые каналы связи с Москвой.
В стратегической концепции также отражена позиция блока по другим вопросам. Среди них —  терроризм, кибернетические и гибридные угрозы, изменение климата, отношение к Китаю.

## Расширение альянса

### Присоединение Швеции и Финляндии

Финляндия и Швеция
НАТО

После российского вторжения на Украину в феврале 2022 года и последующего изменения в общественном мнении Финляндии и Швеции возникла перспектива подачи обеими странами заявок на членство в НАТО до саммита. 12 мая президент и премьер-министр Финляндии Саули Ниинистё и Санна Марин, выступили с совместным заявлением о том, что «Финляндия должна незамедлительно подать заявку на членство в НАТО». 16 мая премьер-министр Швеции Магдалена Андерссон объявила, что Швеция подаст заявку на членство. Обе страны подали свои заявки в НАТО 18 мая, однако Турция высказалась против вступления Финляндии и Швеции, на переговорах, из-за опасений, вызванных связями этих стран с Отрядами народной самообороны, которую Турция считает сирийским отделением Рабочей партией Курдистана.
28 июня, в первый день саммита, турецкая делегация отказалась от возражений против заявлений Финляндии и Швеции о членстве в НАТО и подписала трехсторонний меморандум, касающийся озабоченности Турции по поводу экспорта оружия и курдских отношений. В рамках соглашения Финляндия и Швеция поддержат участие Турции в проекте военной мобильности PESCO. 29 июня НАТО направило официальное приглашение Финляндии и Швеции присоединиться к альянсу.

## Другие решения и декларации
Было принято решении о изменении системы сдерживания и обороны восточной части блока (увеличении количества боевых групп до восьми и их численности до 500 000 человек); увеличения общего финансирования (расходованию не менее 2% ВВП союзников блока на оборону к 2024 году) и инвестиций организации; создание инновационного фонда, который должен инвестировать 1 миллиард евро на протяжении 15 лет в стартапы,  для достижения технологического превосходства стран-участниц альянса и их перевооружения комплексами ДРЛО нового поколения; выделение пакетов помощи для Боснии и Герцеговины, Грузии и республики Молдова, Мавритании и Туниса. Также была достигнута договоренность, между участниками альянса, о сокращении вполовину к 2030 году выбросов парниковых газов и достижении нулевого значения этого показателя к 2050 году.

## Охрана, меры безопасности и протесты
Обеспечение безопасности осуществлялось с помощью операции «Эйрена», названной в честь олимпийской богини мира, в рамках которой было задействовано более 10 000 сотрудников различных служб и ведомств.
В качестве дополнительной меры безопасности на время проведения саммита над частью города и в соседних провинциях была объявлена бесполётная зона, а на авиабазе Торрехон дежурили самолёты F-18 и Awacs в состоянии предварительной боевой готовности. Также был осуществлен перевод сотрудников фирм, которые располагаются в районах проведения саммита, на удалённый режим работы; выделение специальных полос на дорогах, доступных для передвижения только участникам саммита, — на автомагистралях М-11, М-30, М-40; частичная приостановка движения по 8 линии мадридского метро (взамен было увеличено количество поездов на 1, 4, 5, 6, 9 и 10 линиях, а общественный транспорт стал бесплатным, на время проведения саммита); закрытие парка Хуана Карлоса I. Дополнительно, в период с 25 июня по 30 июня, было запрещено проведение строительных работ и вывоз мусора, парковка личных автомобилей в районах проведения саммита; 28 и 29 июня был закрыт доступ посетителей к музею Прадо.
26 июня состоялся марш мира против проведения саммита. 30 июня 2022 года ассоциация полицейских "Jusapol" провела демонстрацию у выставочного комплекса IFEMA с требованием повышения оплаты труда.

### Комментарии
1. ↑  Форум организован при участии Атлантического Совета, Королевского института Элькано[исп.], Германского фонда Маршалла, Мюнхенской конференции по безопасности
2. ↑  Предыдущая редакция концепции была принята в 2010 году, до аннексии Крыма, конфликта в Донбассе и войны России и Украины.
3. ↑  В учреждении фонда принимали участие 22 страны-союзницы блока — Бельгия; Болгария; Чехия; Дания; Эстония; Германия; Греция; Венгрия; Исландия; Италия; Латвия; Литва; Люксембург; Нидерланды; Норвегия; Польша; Португалия; Румыния; Словакия; Испания; Турция; Великобритания. В инвестировании принимают участие стартапы связанные с следующими направлениями  — искусственный интеллект; обработка данных; квантовые технологии; автономность; биотехнология и улучшение человека; новые материалы.